# Прибужье Старое (деревня)
Прибужье Старое (бел. Старое Прыбужжа) — деревня в составе Михеевского сельсовета Дрибинского района Могилёвской области Республики Беларусь.

## Население
- 1999 год — 248 человек
- 2010 год — 162 человека